# Anna Broggiato
Anna Maria Broggiato (Verona, 24 giugno 1957) è una giornalista italiana, ex direttrice di Studio Aperto, dal 27 gennaio 2014 al 16 giugno 2019, e condirettrice della stessa testata fino al 31 ottobre 2024.

## Biografia
Dopo la laurea in Lettere, frequenta la Scuola Superiore di Comunicazioni sociali dell'Università Cattolica. Incomincia a lavorare come giornalista per Telenova, dove rimane per sei anni.
Giornalista professionista dal 1987, nel 1991 arriva alle reti Fininvest e diventa una delle conduttrici di Studio Aperto.
Nel 1998, sotto la direzione di Paolo Liguori, conduce l'approfondimento Inviato speciale, su Italia 1.
Nel 2002, assume la carica di vicedirettrice di Studio Aperto (alternandosi a Claudio Brachino) a cui si aggiunge, nell'aprile 2012, quella di vicedirettrice del TG4.
Il 27 gennaio 2014 viene nominata direttrice di Studio Aperto, al posto di Giovanni Toti che lascia il giornalismo per dedicarsi alla politica a tempo pieno; è la prima donna a dirigere il notiziario di Italia 1. La sua direzione termina il 16 giugno 2019: a partire da questa data, infatti, Studio Aperto viene integrato nella struttura giornalistica NewsMediaset; a seguito di questo cambiamento il direttore di NewsMediaset Andrea Pucci diventa anche direttore del telegiornale di Italia 1, lasciandole tuttavia l’incarico di condirettrice.
Il 31 ottobre 2024 lascia la carica di condirettore di Studio Aperto, venendo sostituita da Monica Gasparini.